# Tenuta presidenziale di Castelporziano
La tenuta presidenziale di Castelporziano è una delle tre residenze del presidente della Repubblica Italiana, assieme al Palazzo del Quirinale a Roma ed a villa Rosebery a Napoli. È situata nella zona Z. XXIX Castel Porziano, all'interno del Municipio Roma X di Roma Capitale. Dista circa 25 km dal centro di Roma e si estende su una superficie di 59 km² (5892 ettari) che comprende anche alcune storiche tenute di caccia, quali Trafusa, Trafusina, Riserve Nuove e Capocotta.

## Storia

### Età romana
L'area, che inizialmente inglobava anche Capocotta, deve il nome a un fundus Procilianus, forse con riferimento a una Gens Procilia. In quello che era divenuto quindi il fundus Procilianus si era un tempo concordi nel collocare la posizione dell'antica città laziale di Laurentum; ne appare però ancora controversa l'esatta ubicazione, ipotizzata in passato presso la località Tor Paterno, poi all'interno della Tenuta, tesi però smentita da Antonio Nibby.
Nel 1984 l'architetto Eugenia Salza Prina Ricotti, con nuovi studi, identificò i resti presenti nella Tenuta in località Villa Magna a Grotte di Piastra con la villa Laurentina di Plinio il Giovane, il quale a sua volta la riteneva edificata sulle rovine di Laurentum.

### Dal Medioevo al XIX secolo
Nota fin dal V secolo come possedimento della basilica di Santa Croce in Gerusalemme, nel X secolo fu in dotazione ai monaci di San Saba. I monaci vi eressero le prime fortificazioni e la detennero fino al 1561, quando parte dei loro beni fu ceduta all'Arcispedale di S. Spirito e in parte ai Naro. Nel 1586 la tenuta, estesa per quasi 4.000 ettari, fu ceduta dall'Arcispedale alla famiglia fiorentina dei Del Nero, che ne ebbero il titolo di baroni di Porcigliano; l'intera proprietà passò nel 1823 alla famiglia Grazioli, che la trasformò in residenza sontuosa.
Nel 1872 la tenuta fu acquistata dallo Stato italiano tramite il ministro delle finanze del Regno d'Italia Quintino Sella come luogo di rappresentanza, riserva di caccia e azienda agricola del "Re cacciatore" Vittorio Emanuele II.

### Tenuta presidenziale
Nel 1948, in ottemperanza al II comma della XIII disposizione transitoria e finale della Costituzione, Castel Porziano entrò a far parte della dotazione del Presidente della Repubblica, che la destinò a propria residenza di vacanza e di caccia.
Nel 1966 il presidente Saragat donò al comune di Roma una parte del litorale appartenente alla tenuta, che con una lunghezza di circa 2 km divenne la spiaggia libera più grande d'Europa. L'usanza delle cacce presidenziali cessò nel 1977, quando il presidente Leone abolì l'attività venatoria all'interno della tenuta, alla quale nel 1985 il presidente Pertini aggiunse circa 1000 ettari dell'area di Capocotta.
Sede di vertici bilaterali e visite di Stato, come quella di Ronald Reagan nel 1987, su impulso del presidente Scalfaro nel 1999 la tenuta divenne una riserva naturale statale e successivamente sito di interesse comunitario; la zona coltivata è oggi ridotta a 500 ettari. Nel 1997 un incendio distrusse una ventina di ettari di parco. L'area della tenuta, i dintorni e tutta la riserva naturale Litorale Romano sono soggetti a frequenti incendi dolosi. Per questo il Ministero dell'ambiente e della tutela del territorio e del mare ha inserito entrambe tra le aree protette da tutelare in base ai Piani AIB (Attività antincendi boschivi) delle riserve naturali statali, in attuazione della legge 21 novembre 2000, n. 353.
Dal 2015 la tenuta ospita anche un centro estivo per persone con disabilità per volere del presidente Mattarella, che nel 2016 ne ha decretato per la prima volta l'apertura al pubblico.

## Descrizione
Fulcro della tenuta è il borgo, provvisto di un piccolo museo archeologico, una chiesa e un padiglione dedicato alle carrozze. L'edificio principale, Castello Grazioli, ospita saloni di rappresentanza decorati con trofei di caccia e lo studio del Presidente, che ha la propria residenza privata nella poco lontana Villa delle Ginestre.
All'interno, nei pressi di Capocotta, è presente il museo della storia e della natura di Villa Jolanda, un tempo di proprietà della famiglia Savoia e residenza della Principessa Jolanda.
Dal 2020, nell'ambito dell'iniziativa "Quirinale contemporaneo" sono state poste alcune opere contemporanee italiane anche a Castelporziano, in particolare 6 opere d'arte e 3 di design, che hanno trovato stabile collocazione sia nelle aree esterne sia all'interno degli edifici e degli spazi museali della tenuta. Queste opere comprendono un dipinto di Gillo Dorfles, sculture di Mario Ceroli e Davide Rivalta, una fotografia di Massimo Listri, un'opera di land art di Michelangelo Pistoletto, oggetti di Paola Navone e Mario Trimarchi.
Nel 2021 questa collezione contemporanea si è arricchita con un mosaico di Corrado Cagli, sculture di Nino Caruso, Giuliana Cunéaz, Gino Marotta, oggetti di Luigi Caccia Dominioni, Piero Castiglioni, Ferruccio Laviani, Nicolò Morales, Mario Nanni, Francesco Rota.

## Fauna e flora
Nella tenuta vivono centinaia di ungulati allo stato brado, soprattutto nelle aree più remote dove il bosco è più fitto e vetusto. Gruppi consistenti di cinghiali, caprioli, daini e in minor numero cervi scorrazzano in piena libertà tra centinaia di ettari a lecceta, pineta, macchia mediterranea alta e bassa e bosco misto che si alternano a radure e praterie naturali. Di grande importanza la popolazione di caprioli, considerati una sottospecie endemica (Capreolus capreolus italicus) di questo territorio, distinta dal Capreolus capreolus che popola l'arco alpino, l'Appennino settentrionale e l'Abruzzo. Assai significativa anche la popolazione di daini in quanto diretta discendente di quel nucleo di daini che in età medievale, in circostanza ignote, era arrivato a popolare l'Italia centrale dopo che la specie si era completamente estinta dalle Alpi in giù alla fine dell'era glaciale. Infine, la popolazione di cervi deriva dalla reintroduzione, operata nel dopoguerra, di animali provenienti dal Parco Regionale della Mandria (TO). Si tratta dell'ungulato meno numeroso della Tenuta.
Oltre agli ungulati abitano il bosco la volpe, il tasso, la martora, l'istrice, la puzzola, il riccio, la faina, il coniglio, la lepre mediterranea e occasionalmente sono stati avvistati anche lupi.
I tronchi delle vecchie e maestose querce offrono riparo a diverse specie di picchio, alla ghiandaia, alla civetta, all'allocco ed al barbagianni oltre a rapaci notturni e diurni, come la poiana. Le aree boschive allagate, le cosiddette "piscine", attirano trampolieri, limicoli e anatidi. Queste le specie stanziali; tra quelle migratorie vanno citati la beccaccia, la tortora, il nibbio bruno e il colombaccio.